# Прапор Лиманського району
Пра́пор Лиманського райо́ну затверджений рішенням Комінтернівської районної ради.

## Опис
Прапор є відгербовий. Співвідношення 2:3. Горизонтальний зі стандартним кріпленням. На синьому полі жовтий вексилологічний трикутник, що продовжений горизонтально двома тонкими (1/10) смугами малинового та білого забарвлення.
У кольорах прапора враховано барви традиційні для українців, а також народів, нащадки яких мешкають на території Лиманського району: греків, сілезців та баварців (прапор Греції — блакитно-білі смуги, що повторюються, у лівому горішньому куті білий хрест на блакитному тлі; Сілезії — біла та блакитна рівновеликі смуги; головна геральдична фігура баварського гербу сині ромби на срібному перев'язові).